# 交代結び目
交代結び目（こうたいむすびめ、Alternating knot）とは、位相幾何学の一分野である結び目理論において、成分が交点の上下を交互に通るような射影図を持つ結び目のこと。絡み目の場合は交代絡み目（Alternating link）という。交代結び目を含んだより広い概念である交互結び目（Alternative knot）とは異なるが、Alternating knotに対して交互結び目という訳語がふられることもある。

## 概要
結び目の射影図において、下の三葉結び目の射影図のように、成分が交点の上下を交互に通るような射影図を交代射影図（こうたいしゃえいず）または交代図式（こうたいずしき）という。絡み目の射影図の場合は、各成分について交点の上下を交互に通っていれば交代射影図という。交点がひとつもないような射影図も、交代射影図と考える。交代射影図でない射影図は非交代射影図という。
交代射影図を持つ結び目（絡み目）は交代結び目（交代絡み目）といい、非交代射影図しか持たない結び目（絡み目）は非交代結び目（非交代絡み目）という。例えば三葉結び目や8の字結び目は交代結び目であり、ホワイトヘッド絡み目やホップ絡み目は交代絡み目である。
交点数が比較的少ない結び目は交代結び目であることが多い。例えば交点数7以下の素な結び目はすべて交代結び目で、交点数が最も少ない素な非交代結び目は8交点のものとなる（下図はそのうちの1つである）。

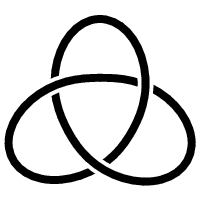
三葉結び目の交代射影図。
交点数8の非交代結び目。

## 交代結び目の性質

### 交代射影図の性質
- どんな結び目（絡み目）の射影図も、適当にいくつかの交点の上下を入れ替えることによって交代射影図にすることができる[3]。
- 交代結び目の射影図に平面グラフを対応させて符号をつけると（結び目と平面グラフの対応（英語版）を参照）、全ての符号が一致する[4]。
- 連結な既約交代射影図のブラケット多項式の径間はその射影図の交点数の4倍に等しい[5]。
- 交代射影図についてドウカーの表示法を行うと、符号が全て一致する。
- 両手型[注 1]交代結び目の既約交代射影図のひねり数は0である[6]。
- 合成かつ交代結び目の交代射影図は、一瞥して合成結び目とわかるようになっている。つまり、結び目の成分と2点で交わる適当な（自己交差の無い）閉曲線を射影図上にひいて、その閉曲線の内部と外部にそれぞれ因子結び目があるようにできる[7][8]。

### 交代結び目の性質
- 交代絡み目の鏡像は交代絡み目である[9]。

反転操作。

- 交代結び目にザイフェルトのアルゴリズムを適用して得られるザイフェルト曲面は、その結び目のザイフェルト曲面の中で種数が最小となる[10]。またその種数はアレクサンダー多項式の最高次数に等しい[11]。
- 交代結び目のジョーンズ多項式およびアレクサンダー多項式は交代的である[12]。
- 素な交代絡み目は組み紐指数2のトーラス絡み目か双曲絡み目である[13]。

また、以下の3つはテイト予想と呼ばれ、多項式不変量を使って証明された。
- 交代結び目の既約交代射影図は最小交点射影図である。
- 交代絡み目の2つの連結な既約交代射影図の交点数（またはひねり数）は等しい。
- 交代結び目の2つの既約交代射影図は、右図のような反転（Flyping）という操作の有限回の繰り返しによって移りあう。

テイトの予想の解決の際に系として以下の性質の成立も証明されている。
- 交点数が奇数の交代絡み目は両手型[注 1]ではない。
- 2つの交代絡み目を合成した絡み目の交点数は、元の絡み目の交点数の和に等しい（このことが非交代結び目を含む一般の絡み目でも成立するかどうかは未解決問題である）。

## 概交代結び目
交点の上下を1回だけ入れ替えることによって交代射影図になるような結び目や絡み目の射影図を概交代射影図（がいこうたいしゃえいず）という。また、非交代結び目（絡み目）でかつ概交代射影図を持つ結び目・絡み目を概交代結び目（がいこうたいむすびめ、Almost alternating knot）・概交代絡み目（がいこうたいからみめ、Almost alternating link）という。上の節で示した8交点の結び目は概交代結び目である。
この概念はさらに一般化することができる。つまり n 個の交点の上下を入れ替えると交代射影図になるような射影図を持つが、n-1 個の交点を入れ替えると交代射影図になるような射影図は持たない結び目（絡み目）のことを概n交代結び目（概n交代絡み目）という。

### 概交代結び目の性質
- タングルを使ったコンウェイの表記法で表現できる代数絡み目について、表記法の中に含まれる負の符号の数が1つならそれは概交代射影図を持つ。
- 素な概交代結び目はトーラス結び目か双曲結び目である。